# Kanton Chamonix-Mont-Blanc
Kanton Chamonix-Mont-Blanc is een voormalig kanton van het Franse departement Haute-Savoie. Kanton Chamonix-Mont-Blanc maakte deel uit van het Arrondissement Bonneville en telde 13.746 inwoners in 1999. Het werd opgeheven bij decreet van 13 februari 2014, met uitwerking op 22 maart 2015. Alle gemeenten werden opgenomen in het nieuwe kanton Le Mont-Blanc.

## Gemeenten
Het kanton Chamonix-Mont-Blanc omvatte de volgende gemeenten:
- Chamonix-Mont-Blanc (hoofdplaats)
- Les Houches
- Servoz
- Vallorcine